# Anhanguera
Anhanguera — рід птерозаврів. Тварина жила на території Бразилії за ранньої крейди (апт—альб) та в Марокко за пізньої крейди (сеноман).

## Історія відкриття

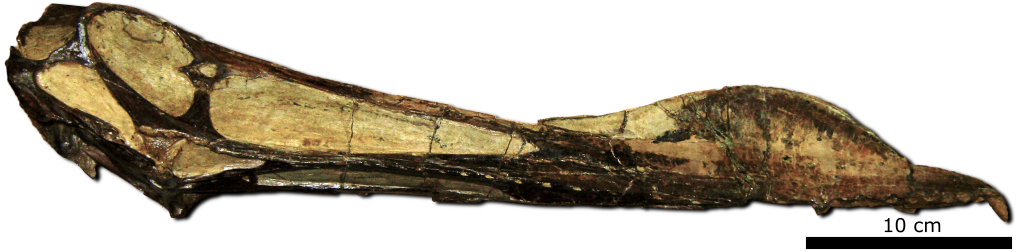
Голотип A. blittersdorffi, зразок MN 4805-V

Типовий вид, Anhanguera blittersdorffi, було описано Кампосом та Кельнером (1985) на основі цілісного черепа. Вони виділили такі діагностичні характеристики: в передній частині черепа, над передщелепними розташовано великий сагітальний гребінь; сагітальний гребінь не сягає назоанторбітального отвору; наявний невеликий тім‘яний гребінь; зубний ряд простягається від переднього краю черепа до середини назоанторбітального отвору; передній кінець передщелепних розширено; передщелепні зуби є найдовшими. Оскільки інших видів до Anhangueridae віднесено на момент опису не було, ці характеристики відносились одразу до родини, роду та виду. Вже за лічені роки інформації на рахунок цієї родини було зібрано (переважно за рахунок нових відкриттів у Бразилії) достатньо, щоб стало очевидним, що майже всі ці характеристики є поширеними (якщо не діагностичними) принаймні серед аньянгуерид, і, ймовірно, жодна не придатна для діагнозу виду. Наразі його відмінною особливістю вважають те, що він має 52 зуби у верхній щелепі (що вважають доволі значною кількістю для аньянгуерида).
Того ж року два види — A. araripensis і A. santanae було названо Вельнхофером (1985), перший як Santanadactylus araripensis, а другий — Araripesaurus santanae. Пізніше обидва види було віднесено до Anhanguera, тоді до Coloborhynchus (в той чи інший момент історії вивчення більшість видів аньянгуери відносили до нього), затим знову до аньянгуери, та зрештою заснованими на недіагностичному матеріалі.

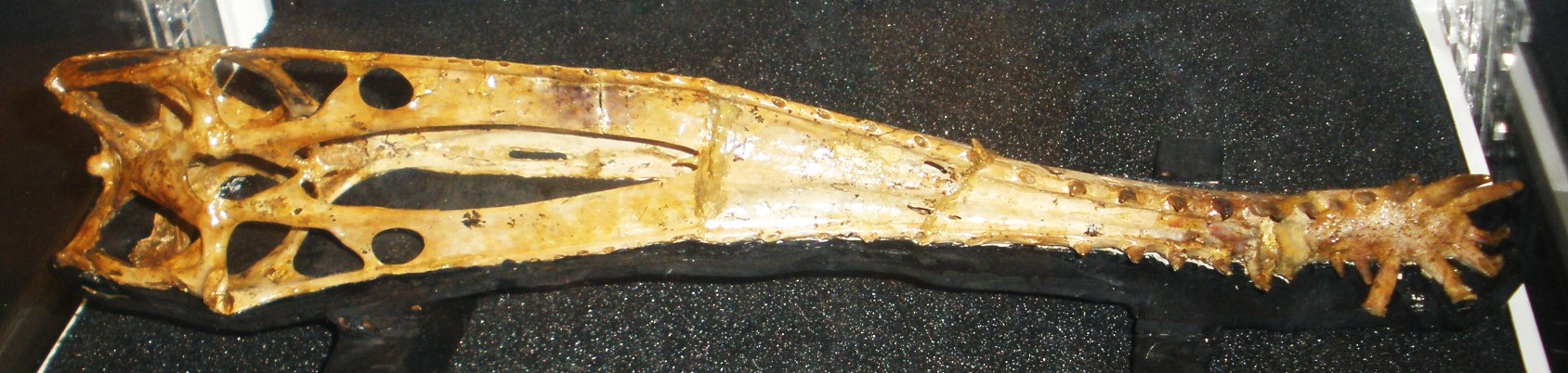
Нижня сторона черепа

Anhanguera robustus було описано як вид тропеогната у 1987 році. Пізніше його також відносили до Anhanguera чи Coloborhynchus за різних часів, проте згодом визнали nomen dubium.
Anhanguera piscator виділили Kellner and Tomida (2000), його таксономічна історія теж не обійшлася без віднесення до колоборинха, проте в останньому перегляді таксономії аньянгуери валідність A. piscator було підтверджено.
Anhanguera spielbergi назвав Veldmeijer (2003) як Coloborhynchus spielbergi. Пізніше цей вид віднесли до Anhanguera, і ще 2017 року вважали валідним, проте згодом його запропонували перенести до роду Maaradactylus. Інші види свого часу віднесені до аньянгуери здебільшого було визнано належними до інших родів птерозаврів.
2001-го Анвін відніс до аньянгуери ще два види з альбу—сеноману Британії — A. cuvieri та A. fittoni (зараз Cimoliopterus та nomen dubium, відповідно). 2002-го він припустив, що Cearadactylus? ligabuei теж є видом аньянгуери. 2020 було повідомлено про знахідку решток, що нагадують A. piscator, в групі Кем Кем (сеноман, Марокко).

### «Pricesaurus»
1986 року Martins Neto було названо новий таксон — Pricesaurus megalodon — в авторефераті наукової конференції; засновано цей вид було на двох фрагментах черепа, що представляли передню й середню його частини. P. megalodon було діагностовано за такими характеристиками, як ширина передщелепних кісток у відношенні до ширини верхньощелепних; вкорочена інтраальвеолярна відстань; напрочуд глибокі передщелепні альвеоли; заокруглена передня стінка назоанторбітального отвору. Надалі в літературі таксон згадувався як щонайменше сумнівний та ймовірно заснований на матеріалі належному до двох різних особин, а 2012 Піньєйру з колегами провели перегляд Pricesaurus, у підсумку якого визначили, що типовий матеріал справді не має відмінностей від відомих споріднених птерозаврів; зокрема, вони відзначали, що характеристики альвеол піддаються поясненню тафономічним пошкодженням, а пропорції верхньощелепних і передщелепних вони знайшли типовими для подібних птерозаврів, так само як і морфологію назоанторбітального отвору. Натомість відзначено було подібність елементів до відповідних у різних видів аньянгуери. Зрештою, вони вказали на те, що згадка в авторефераті є недостатньою для виділення нового таксона згідно МКЗН, що робить Pricesaurus megalodon nomen nudum не залежно від того, чи має голотип відмінності від відомих птерозаврів.

## Опис

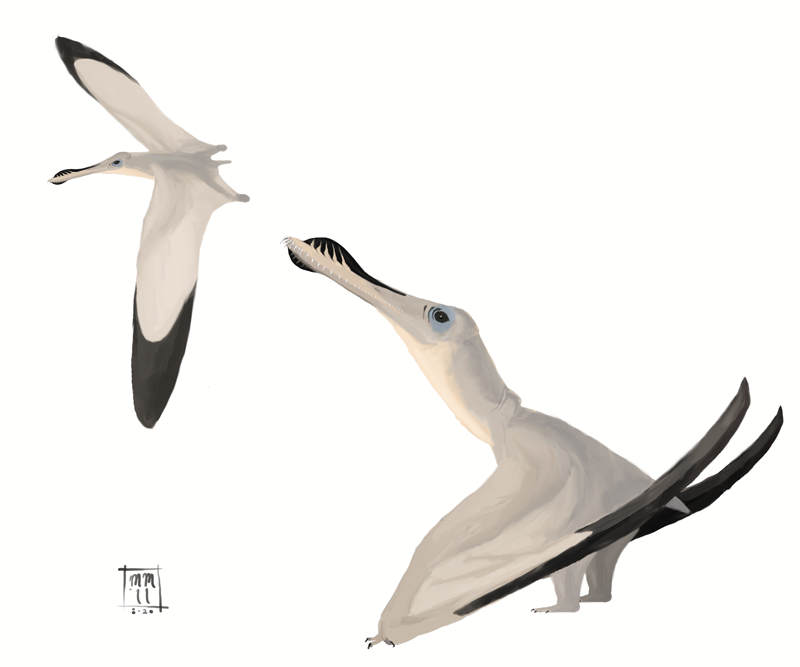
Реконструкція

Аньянгуериди, що мають і передщелепні й нижньощелепні гребені (онтогенетично варіативна характеристика); тонкий і асиметричний передщелепний гребінь, що починається близько від, але не зовсім на кінчику верхньої щелепи; не обмежується переднім кінцем щелепи; алометрично росте у висоті й довжині впродовж онтогенезу; зуби 5-6 менші за зуби 4 і 7; потиличний гребінь лезоподібний і тонкий; піднебінний гребінь помірної висоти. Розмах крил міг становити ~5 метрів.

## Систематика
Положення згідно Andres and Myers (2013):
|  | Liaoningopterus gui |
|  |                     |
|  | Anhanguera          |
|  |                     |

|  | Ornithocheirus simus                                                                     |
|  |                                                                                          |
|  | \| \| Coloborhynchus clavirostris \| \| \| \| \| \| Coloborhynchus wadleighi \| \| \| \| |
|  |                                                                                          |
|  | Coloborhynchus clavirostris                                                              |
|  |                                                                                          |
|  | Coloborhynchus wadleighi                                                                 |
|  |                                                                                          |

|  | Coloborhynchus clavirostris |
|  |                             |
|  | Coloborhynchus wadleighi    |
|  |                             |

|  | Ornithocheirus simus                                                                     |
|  |                                                                                          |
|  | \| \| Coloborhynchus clavirostris \| \| \| \| \| \| Coloborhynchus wadleighi \| \| \| \| |
|  |                                                                                          |
|  | Coloborhynchus clavirostris                                                              |
|  |                                                                                          |
|  | Coloborhynchus wadleighi                                                                 |
|  |                                                                                          |

|  | Coloborhynchus clavirostris |
|  |                             |
|  | Coloborhynchus wadleighi    |
|  |                             |

|  | Liaoningopterus gui |
|  |                     |
|  | Anhanguera          |
|  |                     |

|  | Ornithocheirus simus                                                                     |
|  |                                                                                          |
|  | \| \| Coloborhynchus clavirostris \| \| \| \| \| \| Coloborhynchus wadleighi \| \| \| \| |
|  |                                                                                          |
|  | Coloborhynchus clavirostris                                                              |
|  |                                                                                          |
|  | Coloborhynchus wadleighi                                                                 |
|  |                                                                                          |

|  | Coloborhynchus clavirostris |
|  |                             |
|  | Coloborhynchus wadleighi    |
|  |                             |

|  | Ornithocheirus simus                                                                     |
|  |                                                                                          |
|  | \| \| Coloborhynchus clavirostris \| \| \| \| \| \| Coloborhynchus wadleighi \| \| \| \| |
|  |                                                                                          |
|  | Coloborhynchus clavirostris                                                              |
|  |                                                                                          |
|  | Coloborhynchus wadleighi                                                                 |
|  |                                                                                          |

|  | Coloborhynchus clavirostris |
|  |                             |
|  | Coloborhynchus wadleighi    |
|  |                             |

Кладограма, заснована на результатах отриманих Holgado & Pêgas (2020):
|  | Siroccopteryx |
|  |               |
|  | Tropeognathus |
|  |               |

|  | Mythunga   |
|  |            |
|  | Ferrodraco |
|  |            |

|  | Siroccopteryx |
|  |               |
|  | Tropeognathus |
|  |               |

|  | Mythunga   |
|  |            |
|  | Ferrodraco |
|  |            |

|  | Coloborhynchus                                                  |
|  |                                                                 |
|  | \| \| Nicorhynchus \| \| \| \| \| \| Uktenadactylus \| \| \| \| |
|  |                                                                 |
|  | Nicorhynchus                                                    |
|  |                                                                 |
|  | Uktenadactylus                                                  |
|  |                                                                 |

|  | Nicorhynchus   |
|  |                |
|  | Uktenadactylus |
|  |                |

|  | Coloborhynchus                                                  |
|  |                                                                 |
|  | \| \| Nicorhynchus \| \| \| \| \| \| Uktenadactylus \| \| \| \| |
|  |                                                                 |
|  | Nicorhynchus                                                    |
|  |                                                                 |
|  | Uktenadactylus                                                  |
|  |                                                                 |

|  | Nicorhynchus   |
|  |                |
|  | Uktenadactylus |
|  |                |

|  | Caulkicephalus |
|  |                |
|  | Guidraco       |
|  |                |
|  | Ludodactylus   |
|  |                |

|  | Liaoningopterus                                                 |
|  |                                                                 |
|  | \| \| Cearadactylus \| \| \| \| \| \| Maaradactylus \| \| \| \| |
|  |                                                                 |
|  | Anhanguera                                                      |
|  |                                                                 |
|  | Cearadactylus                                                   |
|  |                                                                 |
|  | Maaradactylus                                                   |
|  |                                                                 |

|  | Cearadactylus |
|  |               |
|  | Maaradactylus |
|  |               |

|  | Caulkicephalus |
|  |                |
|  | Guidraco       |
|  |                |
|  | Ludodactylus   |
|  |                |

|  | Liaoningopterus                                                 |
|  |                                                                 |
|  | \| \| Cearadactylus \| \| \| \| \| \| Maaradactylus \| \| \| \| |
|  |                                                                 |
|  | Anhanguera                                                      |
|  |                                                                 |
|  | Cearadactylus                                                   |
|  |                                                                 |
|  | Maaradactylus                                                   |
|  |                                                                 |

|  | Cearadactylus |
|  |               |
|  | Maaradactylus |
|  |               |

|  | Siroccopteryx |
|  |               |
|  | Tropeognathus |
|  |               |

|  | Mythunga   |
|  |            |
|  | Ferrodraco |
|  |            |

|  | Siroccopteryx |
|  |               |
|  | Tropeognathus |
|  |               |

|  | Mythunga   |
|  |            |
|  | Ferrodraco |
|  |            |

|  | Coloborhynchus                                                  |
|  |                                                                 |
|  | \| \| Nicorhynchus \| \| \| \| \| \| Uktenadactylus \| \| \| \| |
|  |                                                                 |
|  | Nicorhynchus                                                    |
|  |                                                                 |
|  | Uktenadactylus                                                  |
|  |                                                                 |

|  | Nicorhynchus   |
|  |                |
|  | Uktenadactylus |
|  |                |

|  | Coloborhynchus                                                  |
|  |                                                                 |
|  | \| \| Nicorhynchus \| \| \| \| \| \| Uktenadactylus \| \| \| \| |
|  |                                                                 |
|  | Nicorhynchus                                                    |
|  |                                                                 |
|  | Uktenadactylus                                                  |
|  |                                                                 |

|  | Nicorhynchus   |
|  |                |
|  | Uktenadactylus |
|  |                |

|  | Caulkicephalus |
|  |                |
|  | Guidraco       |
|  |                |
|  | Ludodactylus   |
|  |                |

|  | Liaoningopterus                                                 |
|  |                                                                 |
|  | \| \| Cearadactylus \| \| \| \| \| \| Maaradactylus \| \| \| \| |
|  |                                                                 |
|  | Anhanguera                                                      |
|  |                                                                 |
|  | Cearadactylus                                                   |
|  |                                                                 |
|  | Maaradactylus                                                   |
|  |                                                                 |

|  | Cearadactylus |
|  |               |
|  | Maaradactylus |
|  |               |

|  | Caulkicephalus |
|  |                |
|  | Guidraco       |
|  |                |
|  | Ludodactylus   |
|  |                |

|  | Liaoningopterus                                                 |
|  |                                                                 |
|  | \| \| Cearadactylus \| \| \| \| \| \| Maaradactylus \| \| \| \| |
|  |                                                                 |
|  | Anhanguera                                                      |
|  |                                                                 |
|  | Cearadactylus                                                   |
|  |                                                                 |
|  | Maaradactylus                                                   |
|  |                                                                 |

|  | Cearadactylus |
|  |               |
|  | Maaradactylus |
|  |               |